# Stenotodesmus amarus
Stenotodesmus amarus är en mångfotingart som beskrevs av Ottis Robert Causey 1971. Stenotodesmus amarus ingår i släktet Stenotodesmus och familjen fingerdubbelfotingar. Inga underarter finns listade i Catalogue of Life.